# Klein–Gordon-ekvationen
Klein–Gordon-ekvationen (ibland Klein–Gordon–Focks ekvation) är en relativistisk version av Schrödingerekvationen. Klein–Gordons ekvation för en fri partikel skrivs i Lorentzkovariant notation
{\displaystyle (\partial ^{2}+m^{2})\psi =0\,}
där ∂2 är d'Alemberts operator (= tidsberoende Laplaceoperatorn).
Schrödingerekvationen är inte relativistiskt kovariant, vilket innebär att den inte tar hänsyn till den speciella relativitetsteorin. Det ligger då nära till hands att utgå från identiteten för energi från den speciella relativitetsteorin: 
{\displaystyle E={\sqrt {\mathbf {p} ^{2}+m^{2}}}} , 
där {\displaystyle \mathbf {p} =-i\mathbf {\nabla } } är den kvantmekaniska momentoperatorn, (i naturliga enheter - där sätts {\displaystyle \hbar =c=1} ).
Genom att använda detta uttryck för p och sedan helt enkelt ersätta energiuttrycket på vänstra sidan i Schrödingerekvationen, får man ekvationen
{\displaystyle {\sqrt {(-i\mathbf {\nabla } )^{2}+m^{2}}}\psi =i{\frac {\partial }{\partial t}}\psi }
Men kvadratroten gör uttrycket besvärligt att hantera. Oskar Klein och Walter Gordon arbetade därför i stället med kvadraten på denna ekvation.
Erwin Schrödinger påstås vara den som först fann Klein–Gordons ekvation, innan han upptäckte den ekvation som i dag bär hans namn. Men han förkastade den, eftersom han inte kunde få den att inkludera elektronens spinn. Schrödinger hittade sin ekvation genom att utgå från och förenkla Klein–Gordons ekvation.
Klein–Gordons ekvation kan även tas fram med rent informationsteoretiska överväganden. Klein (och även Fock) använde sig av Kaluza–Klein-teorins metod.